# Yuma County (Colorado)
Yuma County ist ein County im Nordosten des US-Bundesstaats Colorado. Der Verwaltungssitz (County Seat) ist Wray. Das County ist nach den Yuma benannt. Die Yuma siedeln heute eher im Gebiet zwischen Kalifornien und Arizona.

## Geographie
Das County grenzt im Osten an die US-Bundesstaaten Nebraska (Dundy County, Chase County) und an Kansas (Cheyenne County). In Colorado sind dies – beginnend mit dem südlichen – Kit Carson County, Washington County, Logan County und Phillips County.
| Logan County      | Phillips County   | Chase County (Nebraska)                           |
| Washington County |                   | Cheyenne County (Kansas), Dundy County (Nebraska) |
|                   | Kit Carson County |                                                   |

Die Bevölkerung des Countys verteilt sich im Wesentlichen auf die Städte und Ortschaften Yuma, Wray und Eckley.

## Demografische Daten

Alterspyramide des Yuma Countys (Stand: 2000)

Nach der Volkszählung im Jahr 2000 lebten im County 9.841 Menschen. Es gab 3.800 Haushalte und 2.644 Familien. Die Bevölkerungsdichte betrug 2 Einwohner pro Quadratkilometer. Ethnisch betrachtet setzte sich die Bevölkerung zusammen aus 94,17 Prozent Weißen, 0,11 Prozent Afroamerikanern, 0,28 Prozent amerikanischen Ureinwohnern, 0,07 Prozent Asiaten, 0,02 Prozent Bewohnern aus dem pazifischen Inselraum und 4,14 Prozent aus anderen ethnischen Gruppen; 1,21 Prozent stammten von zwei oder mehr Ethnien ab. 12,88 Prozent der Gesamtbevölkerung waren spanischer oder lateinamerikanischer Abstammung.
Von den 3.800 Haushalten hatten 33,3 Prozent Kinder und Jugendliche unter 18 Jahre, die bei ihnen lebten. 59,6 Prozent waren verheiratete, zusammenlebende Paare, 6,8 Prozent waren allein erziehende Mütter. 30,4 Prozent waren keine Familien. 27,4 Prozent waren Singlehaushalte und in 13,3 Prozent lebten Menschen im Alter von 65 Jahren oder darüber. Die Durchschnittshaushaltsgröße betrug 2,55 und die durchschnittliche Familiengröße lag bei 3,13 Personen.
Auf das gesamte County bezogen setzte sich die Bevölkerung zusammen aus 28,3 Prozent Einwohnern unter 18 Jahren, 7,1 Prozent zwischen 18 und 24 Jahren, 26,0 Prozent zwischen 25 und 44 Jahren, 22,3 Prozent zwischen 45 und 64 Jahren und 16,3 Prozent waren 65 Jahre alt oder darüber. Das Durchschnittsalter betrug 37 Jahre. Auf 100 weibliche Personen kamen 96,8 männliche Personen, auf 100 Frauen im Alter ab 18 Jahren kamen statistisch 94,9 Männer.
Das jährliche Durchschnittseinkommen eines Haushalts betrug 33.169 USD, das Durchschnittseinkommen der Familien betrug 39.814 USD. Männer hatten ein Durchschnittseinkommen von 26.124 USD, Frauen 18.578 USD. Das Prokopfeinkommen betrug 16.005 USD. 12,9 Prozent der Bevölkerung und 8,8 Prozent der Familien lebten unterhalb der Armutsgrenze. Darunter waren 15,5 Prozent der Bevölkerung unter 18 Jahren und 10,7 Prozent der Einwohner ab 65 Jahren.

## Sehenswürdigkeiten

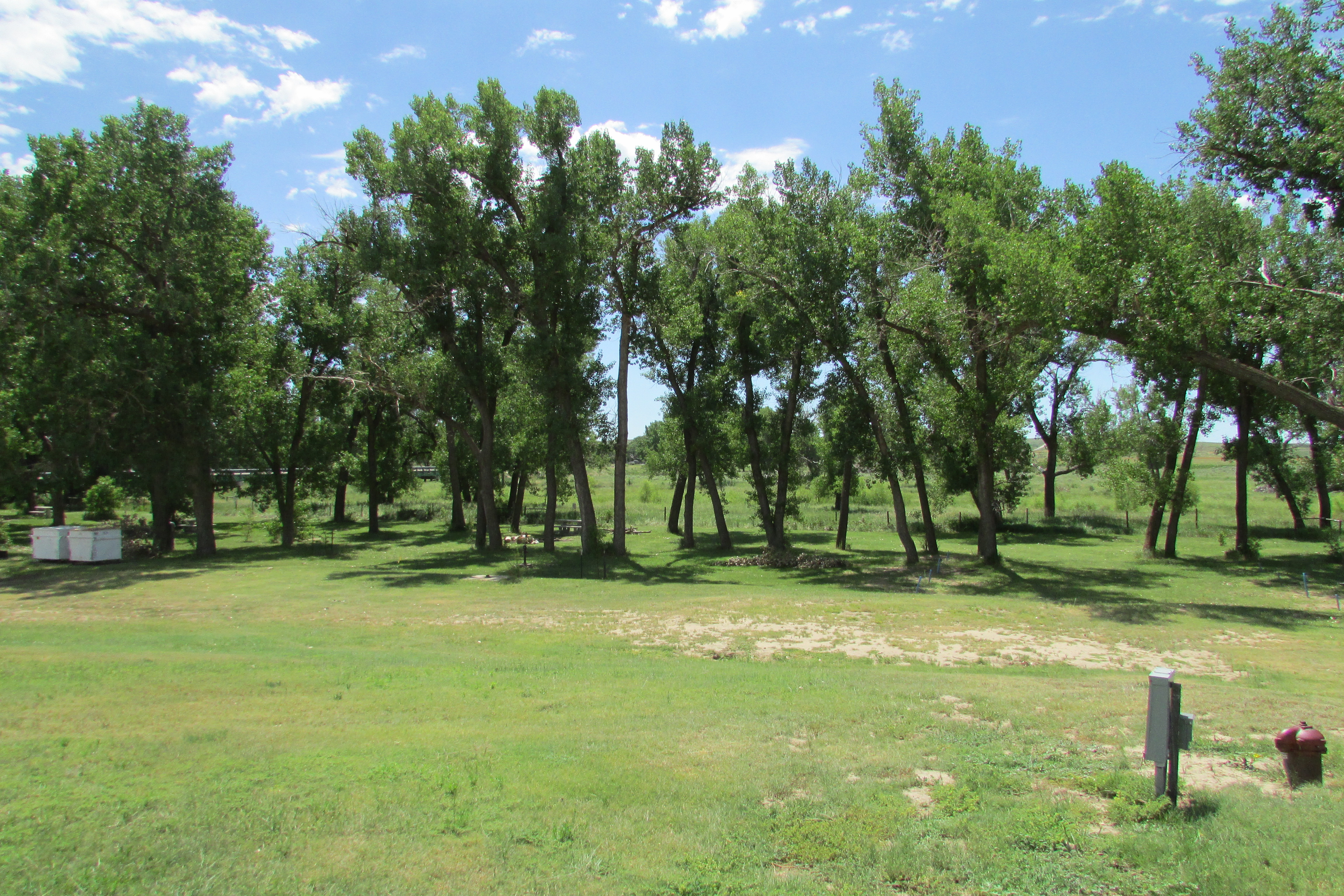
Beecher Island Battleground (2016). Diese Gedenkstätte erinnert an ein mehrtägiges Gefecht zwischen Indianern und Scouts im September 1868. Im Oktober 1976 wurde der Ort als erstes Objekt im County in das NRHP aufgenommen.

Fünf Bauwerke, Stätten und historische Bezirke (Historic Districts) im Weld County sind im National Register of Historic Places („Nationales Verzeichnis historischer Orte“; NRHP) eingetragen (Stand 28. September 2022), darunter ein Filmtheater und ein Hotel.

## Orte im Yuma County
- Alvin
- Armel
- Beecher Island
- Clarkville
- Eckley
- Hale
- Heartstrong
- Idalia
- Joes
- Kirk
- Laird
- Robb
- Schramm
- Vernon
- Wauneta
- Wray
- Yuma